# Snoepwinkeltje
Snoepwinkeltje is een Nederlandstalig lied en versje van de Haagse chansonnière Manna de Wijs-Mouton (1873-1947). Zij schreef tekst en melodie.
De Wijs-Mouton trad in de eerste helft van de 20e eeuw vaak op tijdens liefdadigheidsmatinees en soirees, waar ze haar eigen liedjes zong en zichzelf begeleidde op een gitaar. In de jaren 1914-1920 verschenen acht deeltjes met liedjes van haar hand, die allemaal Zeven liedjes heetten. Snoepwinkeltje is het zesde lied uit de tweede bundel, die in 1916 verscheen. Het lied zou geschreven zijn tussen 1913 en 1915. De pianist Jan Hemsing (1871-1924) maakte een transcriptie voor piano van de gitaarpartij.
Het lied kreeg bekendheid toen het in 1918 in de Kleine Zaal van het Concertgebouw in Amsterdam werd gezongen door Jean-Louis Pisuisse met Jan Hemsing aan de piano.

## Samenvatting van het lied

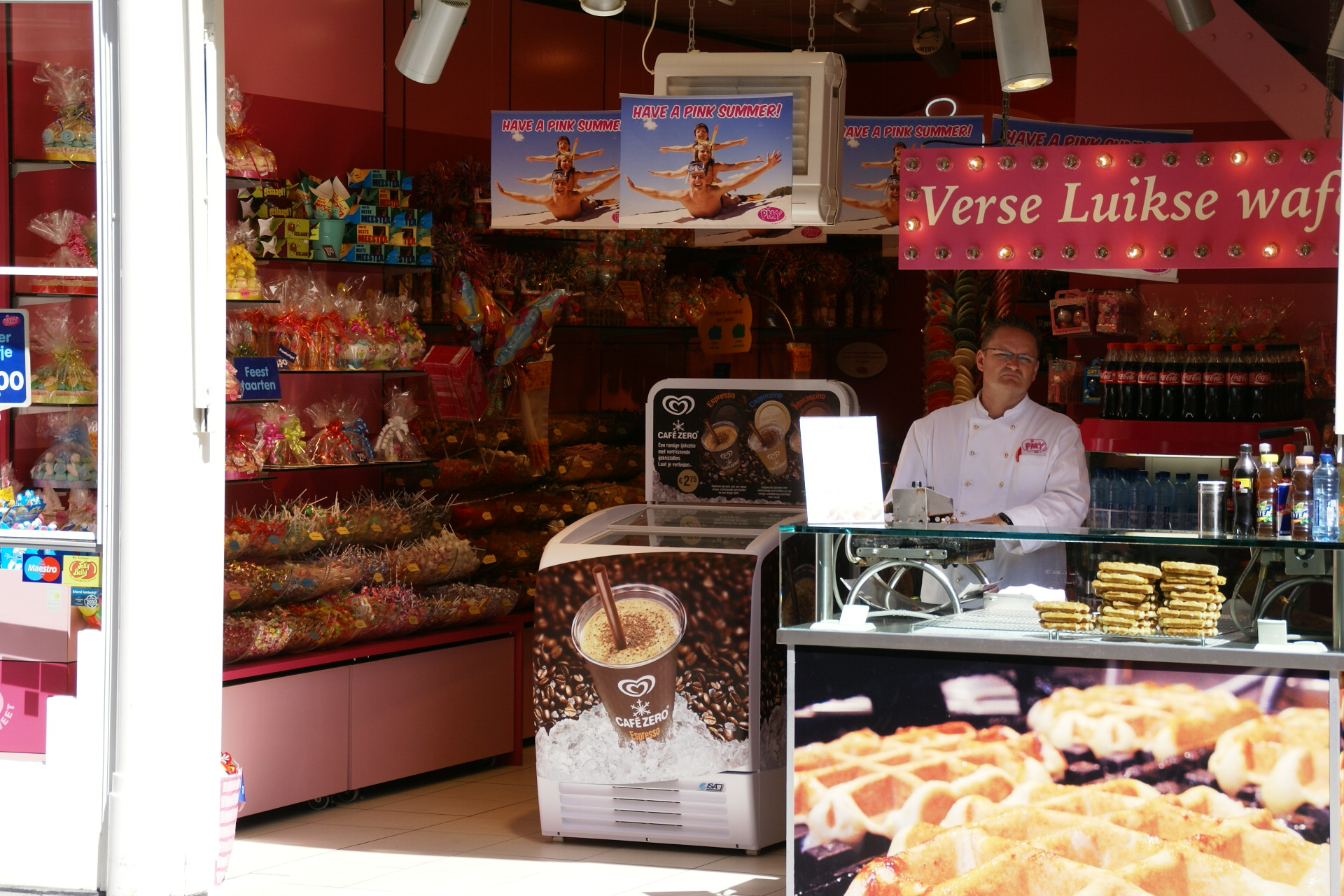
Snoepwinkel in 2005

In een donkere straat ergens in een stad in Nederland bevindt zich een klein snoepwinkeltje. Als een aantal kleutertjes de deur van het winkeltje open doet, kletst de deur met een rinkelende bel open. De kleuters komen in een kleine winkel waar een lamp brandt, omdat het er zo donker is. Een van hen heeft in zijn handen een cent en vraagt aan de winkeljuffrouw wat hij voor dat bedrag aan lekkernij kan krijgen. De juffrouw lacht en vertelt aan de knaap wat dat is. Hij heeft de keus tussen een reep zwarte drop, koek met suiker erop, een kleurbal, een zuurbal, een wafel, een zoethoutstok of een kleurige brok.
Alles ligt bijeen op een tafel. De kleuter rekent zich rijk en kan geen keuze maken. Als hij per ongeluk de koek en de suiker beduimelt, wordt de winkeljuffrouw boos en scheldt dat hij het kostelijke goed met zijn smerige vingers verkruimelt. De kleuter is verbaasd dat de juffrouw zo boos is en overlegt met zijn kornuiten wat ze nu zullen nemen. Uiteindelijk valt de keus op een kleurbal. Weer buiten mogen ze om beurten op de kleurbal zuigen, net zo lang tot de bal is verkleurd.

## De laatste regels
De laatste regels luidden oorspronkelijk:
Dan zuigen z’om beurt
Tot de bal is verkleurd
En hun rijkdom-illusie vervlogen.
Sommige toehoorders vonden dat onsmakelijk. Daarom veranderde Manna de Wijs dat later in:
Dan ruilen z’om beurt
Tot de bal is verkleurd
En hun rijkdom-illusie vervlogen.